# 约瑟夫森效应

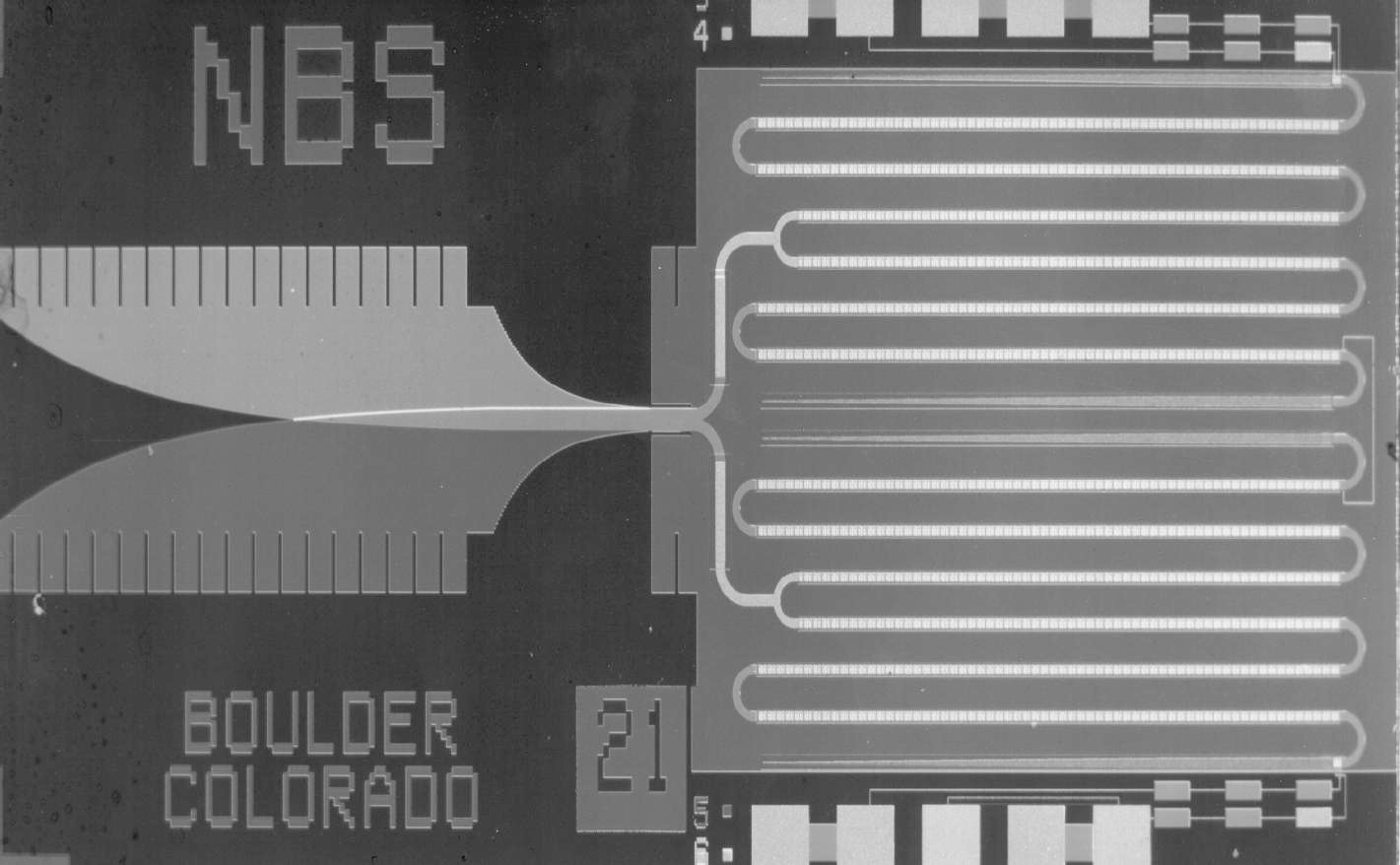
由美國國家標準技術研究所所研發、作為標準電壓之約瑟夫森接面陣列晶片

約瑟夫森效應（英語：Josephson effect）是一種橫跨約瑟夫森接面的超電流現象。約瑟夫森接面由二個互相微弱連接的超導體組成，而這個微弱連結的組成结构可以是一个薄的絕緣層（稱為超導體–絕緣體–超導體接面，簡稱），一小段非超導金屬（簡稱），或者是可弱化接觸點超導性的狭窄部分（簡稱）。
約瑟夫森效應是巨觀量子效應的一種体现。它以英國物理學家布赖恩·约瑟夫森命名，這位物理學家在1962年提出了弱連結上的電流與電壓關係式。直流約瑟夫森效應在1962年之前已經在實驗中被發現，但是當時被認為是「超短路」（super-shorts）或者是絕緣層的破损導致超導體之間電子的傳遞。第一篇宣稱發現約瑟夫森效應的實驗論文是由菲利普·安德森和約翰·羅威爾所發表。這篇論文的作者們因此获得專利，该專利從未被強制執行、但也從未被挑戰。
在約瑟夫森的預測之前，人們僅知道非超導狀態的電子可以藉由量子穿隧效應流過絕緣層。約瑟夫森首次預測了超導狀態下庫柏對的穿隧現象，也因此獲得了1973年诺贝尔物理学奖。約瑟夫森接面在量子線路當中有許多重要的應用，例如超導量子干涉儀（SQUIDs）、超導量子計算以及快速單磁通量子數位電子設備等。美國國家標準技術研究所對於1伏特的標準是由19,000個串連的約瑟夫森接面陣列所達成的。

## 特性

约瑟夫森结的示意圖

每一个约瑟夫森结都具有一个临界电流（电流大小与图中蓝绿色部分的宽度和电子能带结构等有关）。如果流过约瑟夫森结的电流小于这个临界电流，则约瑟夫森结上无电压降。电流稍大于临界值，就会发生多重安德烈夫反射。电流大到使结两边电压差超过图中超导体的带隙时，电流-电压关系就变得线性，多重安德烈夫反射消失。

## 應用

約瑟夫森接面的電路符號

約瑟夫森接面有許多種類，例如pi型約瑟夫森接面、varphi型約瑟夫森接面、長型約瑟夫森接面以及超導穿隧接面等。达依坶橋是一種約瑟夫森接面的薄膜變體，其弱連結由數微米尺度的超導導線所組成。一個裝置的複雜度可用其約瑟夫森接面數作为基準衡量。約瑟夫森效應有廣泛的應用，例如：
- 超導量子干涉儀（SQUIDs），又稱超导量子干涉装置，是非常敏感的磁强计。這類儀器是藉由約瑟夫森效應運作的，在科学和工程中应用广泛。
- 當進行精确的计量時，约瑟夫森效应提供了一种具有完全再現性的頻率和電壓轉換。由於频率已由铯标准（英语：caesium standard）明确界定，约瑟夫森效应多用於給出1伏特的標準值，即約瑟夫森電壓標準（英语：Josephson voltage standard）。然而， 國際度量衡局並没有因此調整国际单位制[9][10]。
- 单一电子晶体管通常用超导材料製造，从而可利用约瑟夫森效应实现新颖的效果。这种装置称为“超导单电子晶体管”[11]。

约瑟夫森效应也可用于精确测量基本电荷，並以约瑟夫逊常数和冯克利青常数作表示。這二個常數與量子霍尔效应相關。
- RSFQ（英语：RSFQ）數位電路是基於並聯的約瑟夫森接面。在這個情況，接面開關與一個帶數位資訊的磁通量量子{\displaystyle \scriptstyle {\frac {1}{2e}}h}的釋放有關。

### 腳註
1. ↑  Josephson, B. D. . Physics Letters. 1962, 1 (7): 251. doi:10.1016/0031-9163(62)91369-0.
2. ↑  Josephson, B. D. . Rev. Mod. Phys. 1974, 46 (2): 251–254. Bibcode:1974RvMP...46..251J. doi:10.1103/RevModPhys.46.251.
3. ↑  Josephson, Brian D.  (PDF). 1973-12-12  [2013-02-02]. （原始内容 (PDF)存档于2017-08-09）.
4. ↑  Anderson, P W; Rowell, J M. . Phys. Rev. Letters. 1963, 10: 230. Bibcode:1963PhRvL..10..230A. doi:10.1103/PhysRevLett.10.230.
5. ↑  .   [11-8-18]. （原始内容存档于2018-06-18）.
6. ↑  Steven Strogatz. . Hyperion. 2003.
7. ↑  Anderson, P. W.; Dayem, A. H. . Physical Review Letters. 1964, 13 (6): 195. doi:10.1103/PhysRevLett.13.195.
8. ↑  Dawe, Richard. . 1998-10-28  [2011-04-21]. （原始内容 (website)存档于2011-07-27）.
9. ↑  . International Bureau of Weights and Measures (BIPM).   [2015-06-22]. （原始内容存档于2014-10-07）.
10. ↑  . BIPM. 2007-02-20  [2015-06-22]. （原始内容存档于2021-03-18）.
11. ↑  Fulton, T.A.;  et al. . Physical Review Letters. 1989, 63 (12): 1307–1310. Bibcode:1989PhRvL..63.1307F. PMID 10040529. doi:10.1103/PhysRevLett.63.1307.

### 書目
- B. D. Josephson. . Rev. Mod. Phys. 1974, 46 (2): 251–254.
- Pablo Jalliro-Herrero;  et al. . Nature. 2006, 439: 953–956.